# 743 Eugenisis
743 Eugenisis este un asteroid din centura principală, descoperit pe 25 februarie 1913, de Franz Kaiser.